# ミレヤ・ルイス
アレハンドリナ・ミレヤ・ルイス・エルナンデス（Alejandrina Mireya Luis Hernández, 1967年8月25日 - ）は、キューバの女子バレーボール選手。元キューバ代表。

## 人物
身長は175cm前後（書籍によっては、174cmや176cmとまちまち）であり女子バレーボール選手としてはそれほど高くない。しかし天性のバネを持ち、自分よりも背の高い男子選手に匹敵するほどの驚異的な身体能力を持っていた。出産前の最高到達点は333cmであったが、出産後は336cmへと伸ばした。

## 来歴
キューバ・カマグェイの農家に男7人女2人きょうだいの末っ子として生まれる。
0歳でバレーボールと触れる。少女時代は家が貧しく、おやつは野生のマンゴーであった。兄や姉が採った後の残ったマンゴーを採るために必死になって高い枝に跳んでいるうちに天性のバネに磨きがかかり、11歳のときにはバスケットボールのリング（3m5cm）に手が届くまでになった。
1983年、15歳でキューバナショナルチームに選出され、プレオリンピックに出場。しかし翌年のロス五輪、88年のソウル五輪はキューバのボイコットにより出場できなかった。
1985年のワールドカップでは驚異のジャンプ力とスパイクで脚光を浴びるが、18歳という若さが故のもろさも見られ、中国のエース・郎平に打ち負け銀メダルに終わった。
1986年に長女を出産。妊娠7ヶ月までコートに立ち、産後21日目で挑んだ同年の世界選手権では銀メダルを獲得。
1989年のワールドカップでは大車輪の活躍を見せ、その跳躍力と男子並みのスパイクで観客の度肝を抜いた。チームも失セット1という圧倒的な強さを見せ優勝し、自身もMVPを獲得した。
1992年バルセロナ五輪に出場し、金メダルを獲得。キューバ黄金時代を迎える。
1995年にはVリーグのダイエーでプレーし、チーム優勝の原動力となった。
1996年アトランタ五輪で金メダルを獲得後、現役引退を表明。
1997年のワールドグランプリで選手復帰し、翌1998年の世界選手権にも出場した。
2000年シドニー五輪に出場後、再び現役を引退した。
2012年ロンドン五輪バレーボール世界最終予選では、キューバ女子代表団の団長を務めた。
2012年3月には、ハバナにてスポーツバーを開店した。店名は「ラス・トレス・メダリャス」で、（自身が参加した五輪3連覇にちなんだ）3個のメダルという意味。

## 球歴
- オリンピック - 1992年、1996年、2000年
- 世界選手権 - 1986年、1990年、1994年、1998年
- ワールドカップ - 1985年、1989年、1991年、1995年

## 受賞歴
- ワールドカップでは2度のMVPを獲得。
- オリンピックではキューバの3度の金メダル獲得に貢献した。
- 2004年、バレーボール殿堂入りを果たす。